# Laufskálavarða
Laufskálavarða est un monticule de lave et un lieu-dit de la côte sud de l'Islande, dans la région de Suðurland, dans le Mýrdalssandur. Il est situé en bordure de la Route 1, à une trentaine de minutes en voiture de Kirkjubæjarklaustur, entre les rivières Hólmsá et Skálmá .
L'importante ferme de Laufskálar – la première du pays à être mentionnée dans des sources historiques – se dressait autrefois à cet endroit, alors que la région s'appelait Dynskógaverfi. Elle aurait comporté 24 portes munies de gonds. Elle disparut lors d'une éruption du Katla en 894.
Selon la coutume, tout voyageur qui passait à cet endroit pour la première fois devait y ériger un cairn, afin que son voyage soit favorable. Les Ponts et Chaussées islandais ont déversé sur le site un chargement de cailloux pour permettre aux visiteurs actuels de perpétuer la tradition sous la forme d'une multitude de petits cairns.
Le site offre une vue sur les glaciers du Mýrdalsjökull et du Kötlujökull.

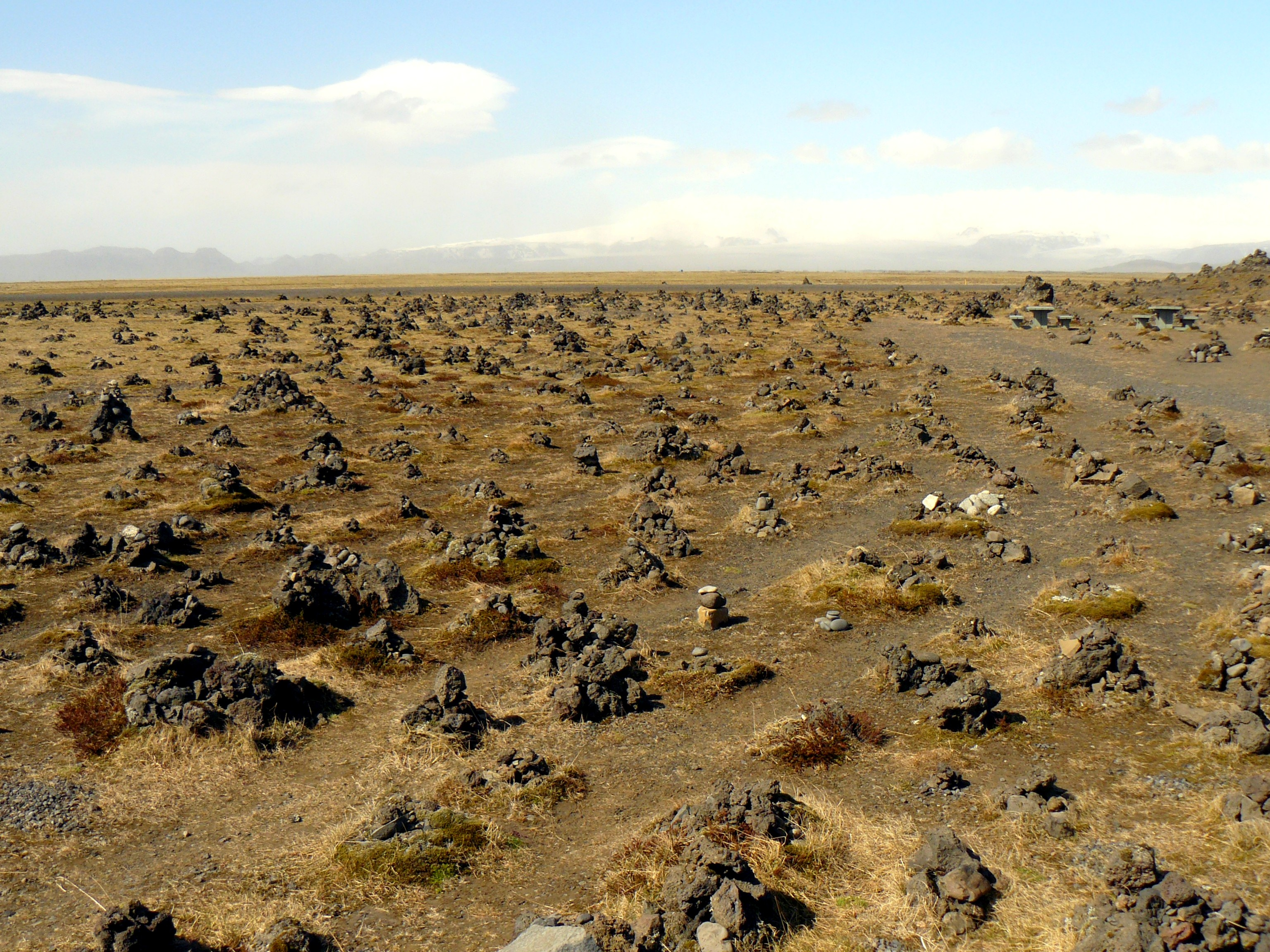
Les cairns avec en arrière-plan le Mýrdalsjökull.